# Yesterday: O lume fără Beatles
Yesterday este un film de comedie romantică din 2019 regizat de Danny Boyle și scris de Richard Curtis, bazat pe o poveste de Jack Barth și Curtis . În rolul principal joacă pe Himesh Patel în rolul interpretului muzical Jack Malik, care, după un accident, devine singura persoană care își amintește de Beatles și devine celebru după ce publică melodiile lor ca ale sale. În film mai joacă și Lily James, ca prietenă din copilărie și interesul amoros al protagonistului, Kate McKinnon rolul de manager și Ed Sheeran ca o versiune fictivă a lui însuși. 
Proiectul a fost anunțat în martie 2018. Filmările au început luna următoare în Anglia, în special în Norfolk și Halesworth în Suffolk. Filmări au avut loc și pe Stadionul Wembley, Stadionul MIllennium și în Los Angeles. Cineaștii au plătit 10 milioane de dolari pentru drepturile de utilizare a muzicii Beatles. Deși niciunul dintre Beatles nu a fost implicat, Boyle a primit aprobarea proiectului de la aceștia și de la familiile lor. 
Yesterday a avut premiera mondială la Festivalul de Film de la Tribeca pe 4 mai 2019 și a fost lansat în Marea Britanie și Statele Unite pe 28 iunie 2019 de Universal Pictures. Filmul a încasat 151 de milioane de dolari la nivel mondial la un buget de producție de 26 de milioane de dolari și a primit recenzii în general pozitive din partea criticilor, cu elogii pentru premisă, spectacolele și secvențele muzicale, dar criticat pentru familiaritate și pentru că nu a dus mai departe conceptul. 

## Sinopsis
Jack Malik este un cântăreț din Lowestoft. Managerul și prietena sa din copilărie, Ellie Appleton, îl încurajează să nu renunțe la visele sale. După o reprezentație dezamăgitoare la un festival de muzică, Jack este lovit de un autobuz în timpul unei pene de curent globale. Când își revine, prietenii lui îl întâmpină acasă cu o petrecere și Ellie îi oferă o nouă chitară. Cântă „Yesterday” pentru prietenii săi, care se îndrăgostesc de piesă și, spre uimirea lui, descoperă că aceștia nu au auzit niciodată de Beatles. După câteva cercetări, realizează că trupa nu a existat niciodată și doar el își amintește de grup. Jack începe să interpreteze melodiile lor, spunând că sunt ale lui. 
De-a lungul filmului, Jack își dă seama că alte câteva elemente din cultura pop au dispărut împreună cu Beatles: Coca-Cola, seria Harry Potter, trupa Oasis și țigările. 
Ellie îl face pe Jack să înregistreze un demo cu un producător local de muzică. În urma unui spectacol la televiziunea locală, Jack este invitat de vedeta pop Ed Sheeran să joace în deschidere la Moscova. Ellie refuză să i se alăture, spunând că trebuie să lucreze la slujba ei zi ca învățătoare, așa că Jack călătorește cu prietenul său Rocky în loc. După concert, Sheeran îl provoacă pe Jack la un duel de scriere a cântecelor. După ce aude „The Long and Winding Road” al lui Jack, acceptă cu grație înfrângerea, numindu-se Salieri în comparație cu Mozart al lui Jack. În Los Angeles, agentul nemilos al lui Sheeran, Debra Hammer, îl aduce în compania ei și organizează ca acesta să devină faimos la nivel mondial. 
La petrecerea de plecare a lui Jack, Ellie mărturisește că ea a fost întotdeauna îndrăgostită de el. Jack se întoarce în Los Angeles și începe să înregistreze albumul la EastWest Studios, dar nu are toate versurile pentru melodii. În speranța de a declanșa amintiri prin asociere, Jack merge în orașul natal al Beatles, Liverpool, vizitând repere precum Strawberry Field, Penny Lane și mormântul lui Eleanor Rigby. Ellie i se alătură în Liverpool, unde petrec o seară împreună și se sărută, dar Ellie îi spune că nu este interesată de o aventură de o noapte. A doua zi dimineață, Jack și Rocky o urmăresc pe Ellie până la gară, unde aceasta îl felicită pe Jack, dar îi spune că nu poate face parte din viața lui de celebritate. Jack se întoarce în Los Angeles, înfrânt. 
Casa de discuri se pregătește pentru lansarea albumului de debut al lui Jack. Producătorii resping titlurile sale sugerate, preluate din înregistrările Beatles și numesc albumul One Man Only, promovându-l ca artist solo. Jack îi convinge să lanseze albumul cu un concert pe acoperiș în Gorleston-on-Sea. În culise, doi fani se apropie de el și îi spun că știu că a plagiat piesele, dar îi mulțumesc oricum, temându-se că muzica Beatles a dispărut pentru totdeauna. Îi dau adresa lui John Lennon, care acum este bătrân, ferit de lumina reflectoarelor. Jack îl întreabă pe Lennon dacă a dus o viață de succes, iar Lennon îi răspunde că a trăit fericit alături de soția sa. Îl sfătuiește pe Jack să meargă după persoana pe care o iubește și să spună mereu adevărul. 
Sheeran organizează un concert al lui Jack pe Stadionul Wembley. Jack mărturisește mulțimii că a plagiat muzica și că o iubește pe Ellie, iar Rocky încarcă melodiile gratuit pe internet, sabotând lansarea albumului. Jack și Ellie se căsătoresc și au o familie împreună, iar Jack devine profesor de muzică. 

## Distribuție
- Himesh Patel ca Jack Malik
  - Karma Sood ca tânărul Jack Malik
- Lily James ca Ellie Appleton
  - Jaimie Kollmer ca tânăra Ellie Appleton
- Kate McKinnon ca Debra Hammer
- Ed Sheeran ca el însuși
- Joel Fry ca Rocky
- Lamorne Morris ca Head of Marketing
- Sophia Di Martino drept Carol
- Ellise Chappell ca Lucy
- Harry Michell ca Nick
- Camille Chen ca Wendy
- Alexander Arnold ca Gavin
- James Corden ca el însuși
- Sanjeev Bhaskar ca Jed Malik
- Meera Syal ca Shelia Malik
- Karl Theobald ca Terry
- Justin Edwards ca Leo
- Sarah Lancashire ca Liz
- Michael Kiwanuka ca el însuși
- Robert Carlyle ca John Lennon[6] (fără credite)

## Producție
Filmările au început pe 21 aprilie 2018, cu producția în Regatul Unit începând pe 26 aprilie 2018, cu scene filmate în Suffolk în Halesworth, Dunwich, Shingle Street, Latitude Festival și Clacton-on-Sea, Essex. Un apel de casting a fost emis pentru actori extra în scenele nocturne, filmate imediat după cele patru concerte consecutive ale lui Sheeran pe Millennium Stadium din Cardiff, Țara Galilor, în mai 2018. Alți 5.000 de actori extra au apărut în scene de pe plaja Gorleston-on-Sea din Norfolk în iunie 2018. Stadionul Wembley a fost folosit și pentru filmarea unei scene de concert. Filmările au avut loc și în Liverpool, folosind Penny Lane, Aeroportul John Lennon din Liverpool, Stația Lime Street și Tunelul Queensway. 
În februarie 2019, a fost anunțat că titlul filmului va fi Yesterday. Se estimează că, pentru a obține drepturile pentru ca melodiile Beatles să fie prezentate în film, costul a fost de aproximativ 10 milioane de dolari, drepturile asupra muzicii lor fiind deținute de Apple Records și Sony / ATV Music Publishing. Scenele cu de Armas, care a jucat rolul unui alt interes amoros al lui Jack, au fost tăiate pentru că publicul de test a opinat că îl fac pe Jack mai puțin simpatic. 

### Lansare
Filmul trebuia inițial lansat pe 13 septembrie 2019, dar a fost mutat cu câteva luni mai devreme până pe 28 iunie, în mare parte deoarece, din cauza unui proces de drepturi de autor depus de Paul McCartney, drepturile Sony Music asupra unora dintre melodiile Beatles utilizate în film urmau să îi revină șui McCartney până în toamna anului 2019. A avut premiera mondială la Festivalul de Film de la Tribeca pe 4 mai 2019. O premieră locală a filmului a avut loc la cinematograful Palatului Gorleston pe 21 iunie 2019. 

### Marketing
Primul trailer oficial al filmului a fost lansat pe 12 februarie 2019.